# キャッスルヴァニア 〜暁月の円舞曲〜
『キャッスルヴァニア 〜暁月の円舞曲〜』（キャッスルヴァニア あかつきのメヌエット、英題: Castlevania: Aria of Sorrow）は、コナミから2003年5月8日に発売されたゲームボーイアドバンス用ソフトのアクションゲーム。ゲームボーイアドバンスでの悪魔城ドラキュラシリーズ3作目。
2021年9月24日には『Castlevania Advance Collection』の収録タイトルの一つとして配信開始された。2025年7月31日にはパッケージ版が発売される。

## システム
シリーズ中では4作目の探索型アクションゲーム。近未来（2035年）の日本を舞台としている。主人公の来須蒼真を操作して、武器およびアイテムを駆使し、敵を倒しながら、ドラキュラ城から幼馴染の白馬弥那を救出することが目的。シリーズではおなじみのサブウェポンは登場しないが（後述するユリウスモードは例外）、「バレットタイプのソウル」がその役割を果たすことになる。

### タクティカルソウルシステム
本作では主に敵モンスターを倒すことによって獲得できる「ソウル」の能力を活用してゲームを進める。一部の敵モンスターを除き1種類に対してソウル1種類が対応する。敵モンスターを倒してもソウルが得られるかどうかはランダム。特定のボス敵は倒せば必ずソウルを残す。ただしレギオンは外殻を全て破壊しないとソウルが出現しない。
獲得できるソウルにはバレットタイプ（赤色）、ガーディアンタイプ（青色）、エンチャントタイプ（黄色）、アビリティタイプ（灰色）の4種類がある。バレット、ガーディアン、エンチャントの3つについては、それぞれ1ずつ入手したソウルから選択して利用が可能。バレットタイプ、カーディアンタイプのソウルは使用時（使用中）にMPを消費する。集めたソウルは通信ケーブルを使えば友達と交換することができる。

### ゲームクリア後の特典
本作ではラストボスに勝利しても敗北してもエンディングを迎えることになるが、前者がグッドエンディングで後者がバッドエンディングである。グッドエンディングを見たあとは下記のような特典がある。
ボスラッシュモード
ボスと次々に戦闘し全員を倒すまでの時間を競うモード。クリアタイムに応じてアイテムが獲得できる。各セーブファイルのデータを利用し、入手した装備、ソウルを利用可能。ただし、レベルが40に固定され、利用可能なアイテムが一部のものに限られる。
サウンドモード
ゲームで使用されたBGM、効果音、声を聴くことができる。
ハードモード
通常より敵が強いハードモードで遊べる。またハードモードでしか出現しないアイテムもいくつか存在する。
ユリウスモード
「JULIUS」と名前を入力すればユリウスでゲームを楽しめる。ストーリーはないが一部の曲の使用される場所が変わり、グラハムを倒すことが目的。ユリウスはソウルが使えない代わりに常時切り替え可能なサブウェポンを使うことができる。本編とは異なり、カオスがいる混沌へ行く事はできない。
アイテムなしモード
「NOUSE」と名前を入力すれば消費アイテムが使用不可能な制限プレイが楽しめる。
ソウルなしモード
「NOSOUL」と名前を入力すればほとんどのソウルが使用不可能な制限プレイが楽しめる。
2周目引継ぎ
ソウルや装備、アイテムを持ち越して新規ゲームを開始することができる。ただしレベルは1に戻され、一部のソウル（主に移動能力に影響が発生するもの）が没収される。

## ストーリー
2035年、日本では訪れる皆既日食で盛り上がっていた。
高校生の来須蒼真は幼馴染の白馬弥那と共に皆既日食を見るために白馬神社へ向かったが、その途中で意識を失ってしまう。気が付いた時は見知らぬ城が目の前にあり、そこに蠢く化物たちと戦っていくうちに蒼真は自分すら知らなかった能力を持っている事に気付く。

## 登場人物
来須蒼真
声 - 緑川光
18歳。本作の主人公で白馬町に住む高校生。海外版では留学生に変更。
白馬弥那
声 - 高梁碧
18歳。来須蒼真の幼馴染で巫女。
有角幻也
年齢不詳。黒ずくめのスタイルの謎の青年。日本の政府機関に所属しているらしい。
グラハム・ジョーンズ
声 - 稲田徹
36歳。謎の新興宗教の教祖。自らをドラキュラの生まれ変わりと盲信している。
ヨーコ・ヴェルナンデス
声 - 高梁碧
24歳。城内の調査のため教会から派遣された女性。
「悪魔城伝説」に登場したサイファとは同族。（「1476年に、ドラキュラを滅ぼしたサイファ・ヴェルナンデスの家系の末裔。」）
J
声 - 龍谷修武
55歳。1999年の大事故が原因で記憶喪失になっている男。
その正体は1999年にドラキュラを滅ぼしたユリウス・ベルモンドで、ヴァンパイアハンターとして高名なベルモンド一族の者。
ハマー
声 - 稲田徹
34歳。軍から派遣された男。城内に迷い込んだことから蒼真に対して商売をする。

## 移植版
| No. | タイトル                                             | 発売日                                     | 対応機種                                         | 開発元 | 発売元 | メディア                            | 備考                                            | 出典  |
| --- | ---------------------------------------------------- | ------------------------------------------ | ------------------------------------------------ | ------ | ------ | ----------------------------------- | ----------------------------------------------- | ----- |
| 1   | Castlevania 暁月の円舞曲 Castlevania: Aria of Sorrow | 2015年8月26日 2014年10月23日 2015年3月19日 | Wii U                                            | KDE    | KDE    | ダウンロード (バーチャルコンソール) |                                                 |       |
| 2   | Castlevania Advance Collection                       | INT 2021年9月24日                          | Nintendo Switch PlayStation 4 Xbox One PC(Steam) | M2     | KDE    | ダウンロード                        | 収録ソフトのひとつ 日本版、北米版、欧州版を収録 | [ 9 ] |

## 関連商品
- 『キャッスルヴァニア 暁月の円舞曲』（公式ガイドシリーズ）、NTT出版、2003年6月7日、ISBN 9784757181427
- 『キャッスルヴァニア 暁月の円舞曲 公式ガイドブック完全版』 双葉社、2003年6月7日、ISBN 9784575163841
- 『キャッスルヴァニア 暁月の円舞曲 & 悪魔城ドラキュラ 蒼月の十字架 オリジナルサウンドトラック』コナミデジタルエンタテインメント、2006年1月27日